# Fort Tscha-M der Festung Warschau

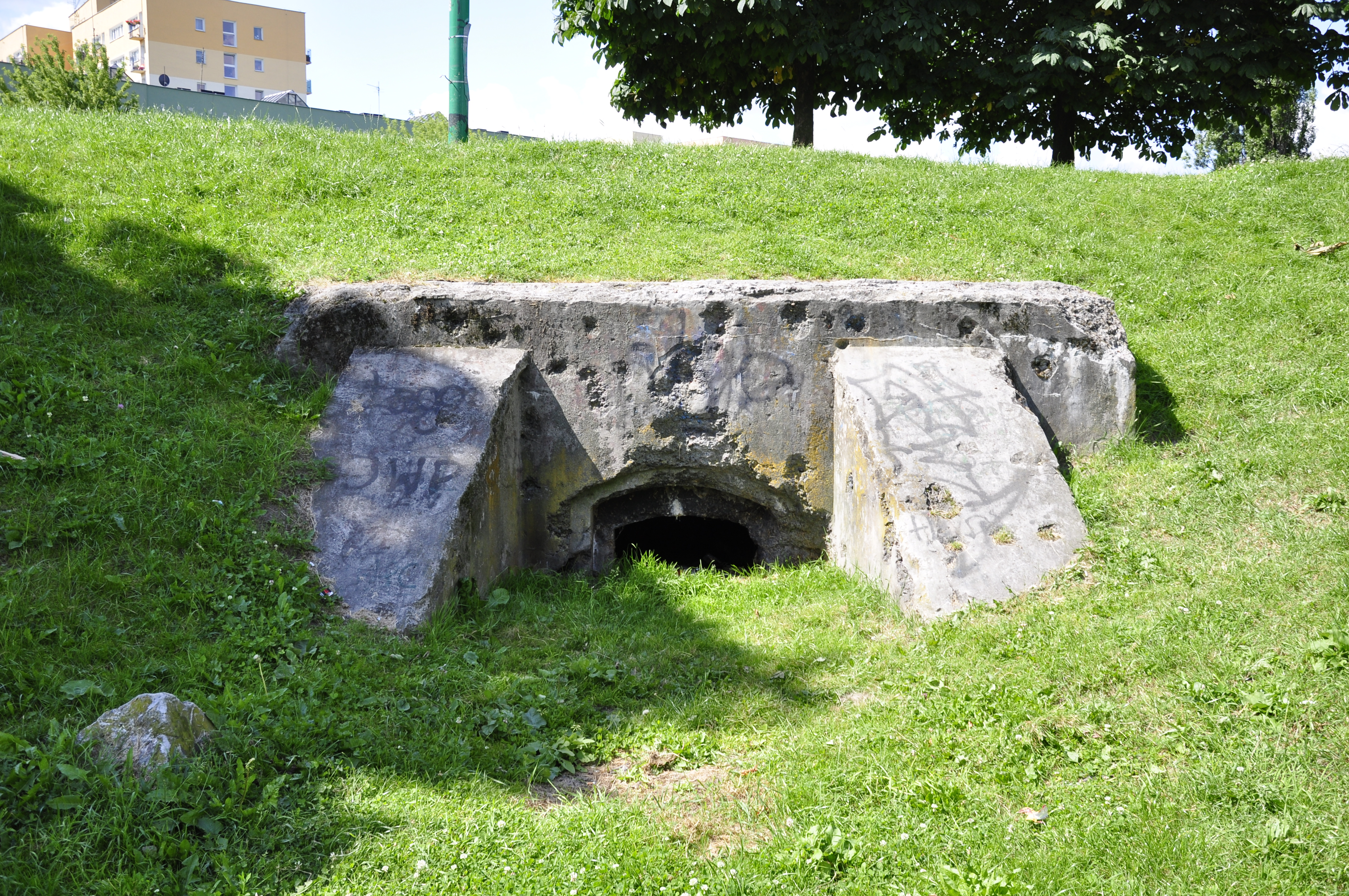
Eine der wenigen noch sichtbaren Betonstrukturen des zu einem Park umgewidmeten Forts, 2010

Das Fort Tscha-M der Festung Warschau (auch Fort „Rakowiec“ genannt) war eines der kleineren Forts des inneren Fortgürtels Warschaus und diente der Kontrolle der Straße nach Krakau. Das ehemalige Fort befindet sich südwestlich der Warschauer Altstadt.
Die russische Originalbezeichnung war Щ-M. Im Polnischen wird es auch nur als Verteidigungsstelle („Punkt oporu“) bezeichnet. Die Bezeichnung Tscha-M (das Anschlussfort Tscha lag westlich, Fort M ostwärts) deutet darauf hin, dass es sich um eines von drei nachträglich in die bestehende Verteidigungslinie eingefügten Werke handelte. Die in deutschen Militärkarten verwendeten Bezeichnungen der Warschauer Forts sind abgeleitet aus der deutschen Transkription der russischen Buchstaben. Dabei wurde Tscha (die Transkription von Щ ist schtsch) von Tsche (Ч, tsch) nur durch den angehängten Vokal unterschieden. Im Polnischen wurde das Fort nach der nahegelegenen und später in Warschau eingemeindeten Ortschaft Rakowiec benannt. Die Straßen Władysława Korotyńskiego, Waclawa Sierpinskiego, Szczepan Grzeszczyka umgeben die Parkanlage.

## Geschichte
Das Werk wurde etwa in den Jahren 1890 bis 1892 in den bereits bestehenden inneren Fortgürtel der Festung Warschau eingefügt. Es bestand aus einem Erdwall mit wasserverfülltem Graben sowie zwei betongesicherten Unterständen. Die Hauptkampfrichtung lag Richtung Südwesten. Durch ein Absacken des Grundwasserspiegels stehen die Grabenreste heute trocken. Das Werk umfasste mit Graben eine Fläche von rund 11.000 Quadratmetern, die Front betrug 250, die Tiefe etwa 100 Meter. Eine der Aufgaben von Fort „Tscha-M“ war die Sicherung der Straße nach Krakau.
Bereits während des Novemberaufstand im Jahre 1830/1831 gab es an gleicher Stelle eine Schanze, da sich die Stellung wegen damals großer Feuchtgebiete im Bachverlauf des Służewiecki gut verteidigen ließ. Der Befehl zur Schleifung der Warschauer Befestigungsanlagen von 1909 wurde an Fort Tscha-M nicht vollstreckt, die Erdwälle sind – wenn auch durch Erosion abgetragen – noch vorhanden, sichtbare Betonbauteile darunter scheinen unzerstört. Heute wird das Gelände der ehemaligen Festungsanlage als Parkanlage für die nach dem Krieg erbauten Wohnsiedlung in Rakowiec genutzt. Die ursprünglichen Strukturen der Festungsanlage mit den Erdwällen sind noch gut erkennbar. 

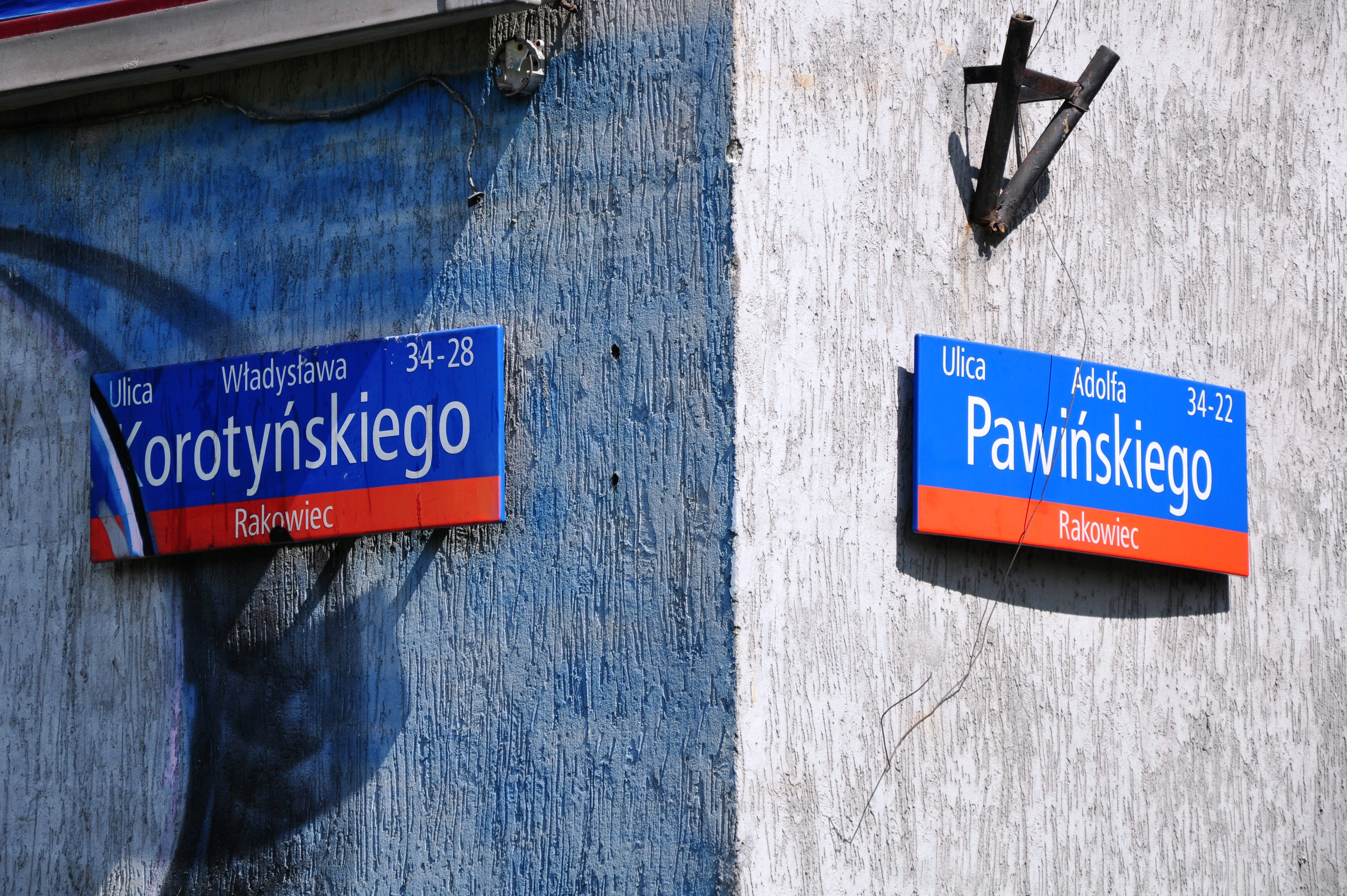
Der heutige Park liegt an der Władysława Korotyńskiego
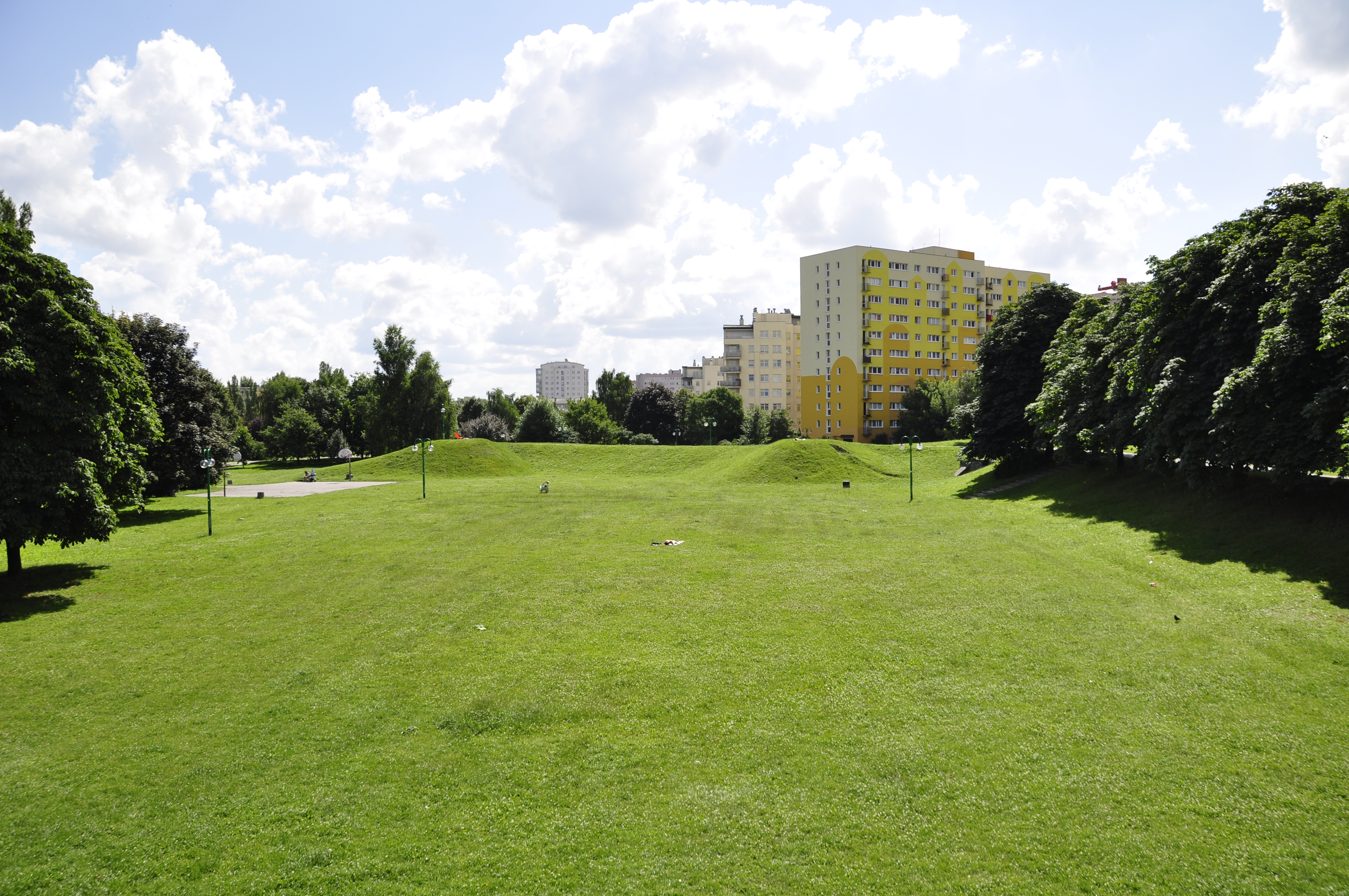
Ehemaliger Innenbereich, Blick aus westlicher Richtung auf den Ostwall entlang der Stirnseite
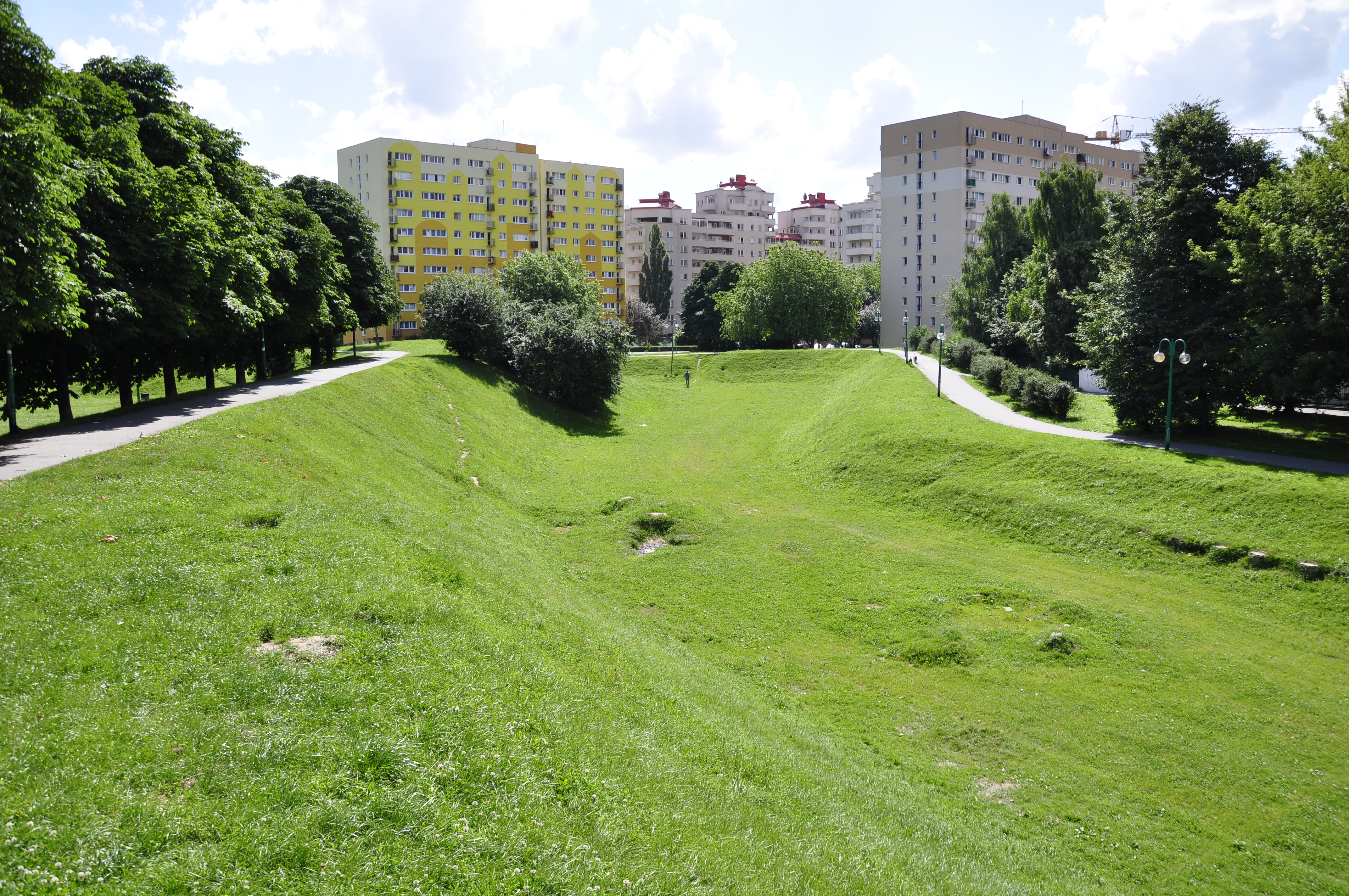
Graben im Vorfeld
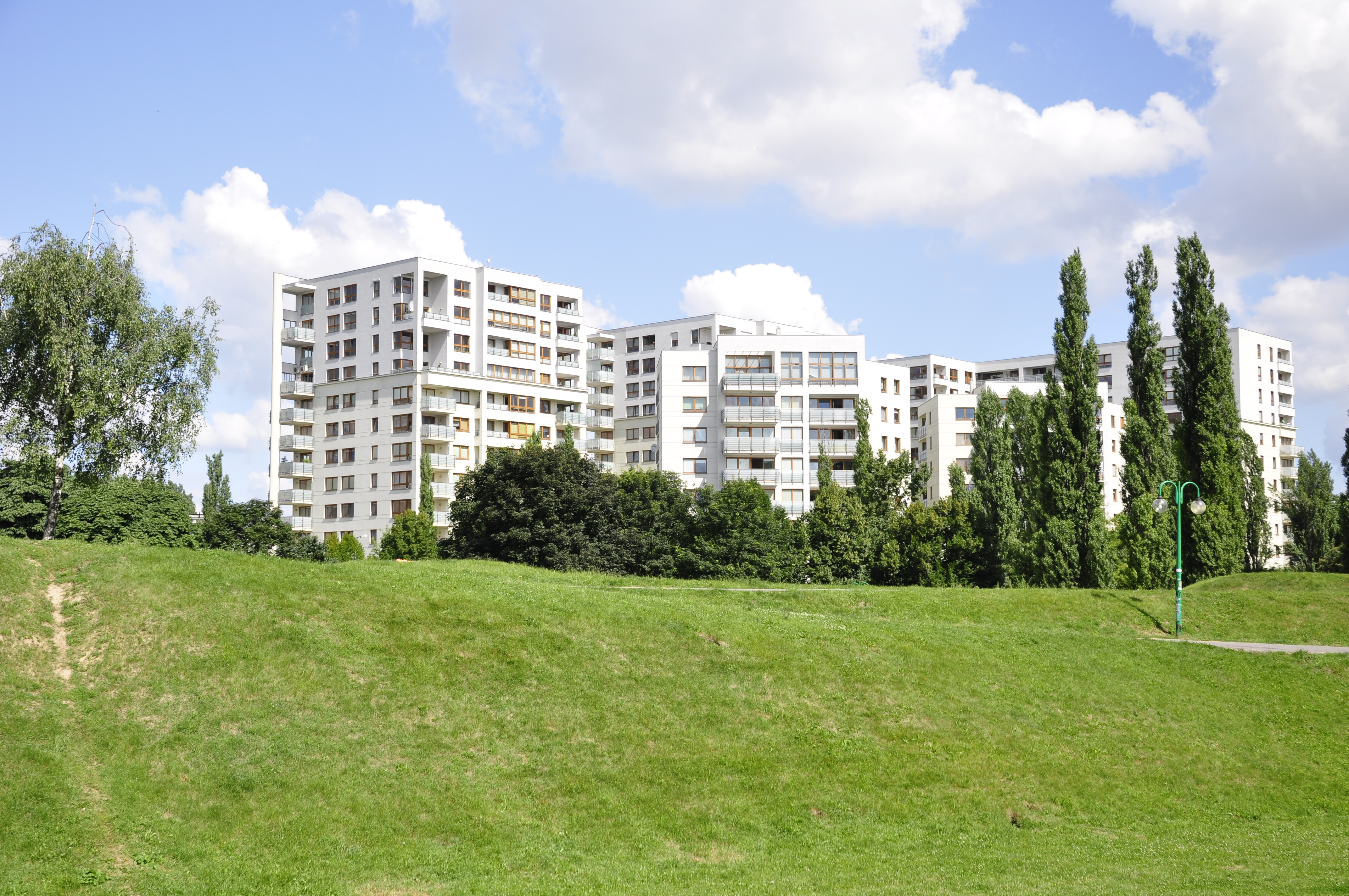
Moderne Apartment-Häuser am Park